# Antonio Bernocchi
Antonio Bernocchi (* 17. Januar 1859 in Castellanza, Provinz Varese; † 8. Dezember 1930 in Mailand) war ein italienischer Politiker, Textilunternehmer und Mäzen.

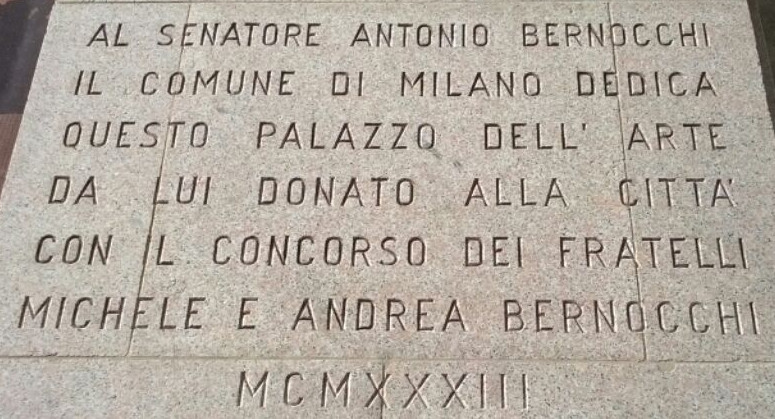
Gedenktafel am Palazzo dell’Arte

## Leben

### Familie und Berufslaufbahn
Bernocchi wurde in der Provinz Varese in der Lombardei in Norditalien geboren. Er war einer von drei Söhnen des Ehepaares Rodolfo Bernocchi und Angela Colombo. Er besuchte die Technische Schule (Scuola Tecnica) in Busto Arsizio, die er jedoch ohne Abschluss verließ. Im Alter von 15 Jahren begann er für einen Vater zu arbeiten, der damals in Legnano eine kleine Fabrik für das Bleichen von Textilien besaß. 1898 gründete sein Vater ein Textilunternehmen, die „Cotonificio Bernocchi“, in Legnano, welches sehr erfolgreich wuchs und ständig expandierte; so wurden Fabriken in Nerviano, Cerro Maggiore und Angera eröffnet. Bernocchi übernahm frühzeitig die väterliche Baumwollspinnerei und Textilfabrik. Er baute und erweiterte das Unternehmen erheblich aus und wurde schließlich Präsident (Presidente) der als Aktiengesellschaft geführten „Società anonima cotoniera Bernocchi“. Er war Mitglied der Generalversammlung (Consiglio generale) der Vereinigung der italienischen Textilunternehmen. 1905 wurde er mit dem italienischen Arbeitsverdienstorden ausgezeichnet. Er durfte somit den Titel „Cavaliere del Lavoro“ führen.
Er war mit Camilla Nava verheiratet. Nach seinem Tod wurde er auf dem Zentralfriedhof Cimitero Monumentale in Mailand beigesetzt. 1936 wurde an seiner Grabstelle ein großes Monument von dem Architekten Alessandro Minali und dem Bildhauer Giannino Castiglioni gebaut.

### Politische Laufbahn

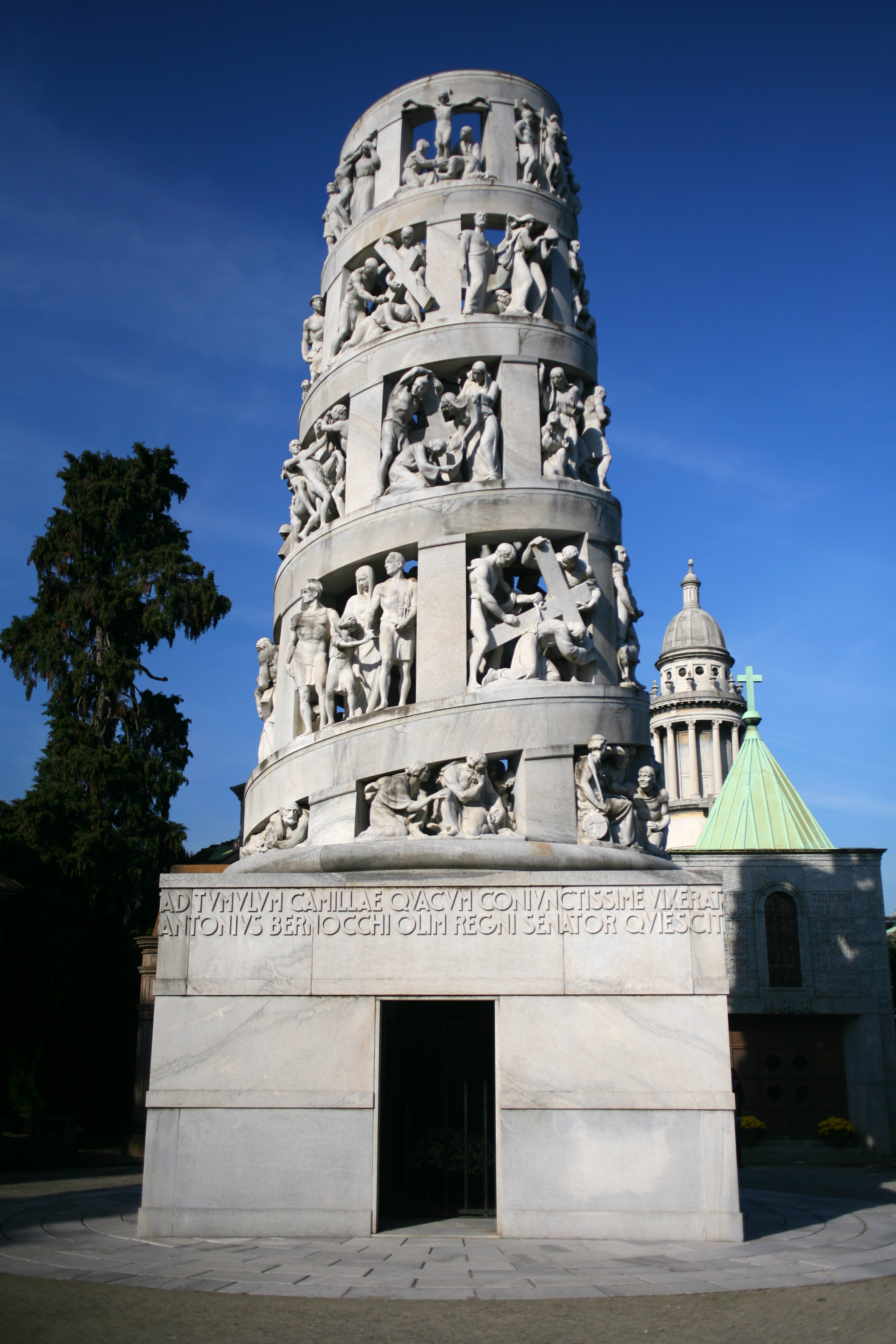
Grabmal für Antonio Bernocchi aus dem Jahr 1936 auf dem Mailänder Zentralfriedhof Cimitero Monumentale.

Von 1901 bis 1902 war Bernocchi Bürgermeister (Sindaco) von Legnano. 1929 wurde er zum Großkomtur („Grande ufficiale“) des Orden der Krone von Italien ausgezeichnet. Am 25. Februar 1929 wurde zum Senator des Senato del Regno (dt. „Senat des Königreiches“) ernannt. Am 15. Mai 1929 erfolgte seine formelle Bestätigung (Convalida); am 18. Mai 1929 legte er den Amtseid ab. Dem Senat gehörte er, da die Senatoren auf Lebenszeit ernannt wurden, bis zu seinem Tod im Dezember 1930 an.

### Stifter und Mäzen
Bernocchi galt als einer der bekanntesten Mäzene Mailands. Er initiierte zahlreiche wohltätige Stiftungen und machte philanthropische Schenkungen. Nach der italienischen Niederlage in der Schlacht bei Caporetto im November 1917 gehörte er zu den ersten Spendern für die neu gegründete Wohlfahrtsorganisation „La Patria Riconoscente“ für die Versorgung der Kriegsveteranen; aus ihr ging später die Wohlfahrtsorganisation „Opera Nazionale Combattenti“ hervor. Er gab Geldspenden für die Einrichtung und den Ausbau von Schulen und Krankenhäusern. Antonio Bernocchi gründete und finanzierte das Bernocchi-Krankenhaus in Legnano, einschließlich des Baus der Chirurgie-, Rehabilitations- und Pflegeeinrichtung innerhalb des Krankenhauses. Zwei Schulen wurden ebenfalls nach ihm benannt. In Legnano errichtete er eine Technische Schule (Istituto tecnico) und eine berufliche Schule (Istituto professionale). Er gründete auch Schulen für die Ausbildung von Müttern und 1935 die „Scuola Comunale A. Bernocchi di Legnano“. Er war Förderer der Mailänder Scala. Nach dem Ersten Weltkrieg und nach dem Zweiten Weltkrieg engagierte er sich beim Wiederaufbau der Scala, da sie aufgrund von Bombenangriffen zerstört worden war. Bernocchi beteiligte sich auch am Wiederaufbau der Accademia und der Pinacoteca di Brera, die ebenfalls während der Bombenangriffe des Zweiten Weltkriegs beschädigt orden waren. 
Seine bedeutendste Spende war ein Vermächtnis im Jahre 1930 an die Stadt Mailand in Höhe von 5 Millionen Lire für die Errichtung des Palazzo dell’Arte, dem Ort der Mailänder Triennale (Esposizione Triennale Internazionale delle Arti Decorative e Industriali Moderne e dell’Architettura Moderna) im Parco Sempione. Der Pavillon, bekannt als Palazzo Bernocchi, wurde zwischen 1931 und 1933 von Giovanni Muzio entworfen. Der Bau wurde von Bernocchi und seinen beiden Brüdern Andrea und Michele finanziert.
Das bekannte italienische Radrennen Coppa Bernocchi, das seit 1919 in Legnano ausgetragen wird, ist nach Antonio Bernocchi benannt.